# Aspitates elwesi
Aspitates elwesi är en fjärilsart som beskrevs av Munroe 1963. Aspitates elwesi ingår i släktet Aspitates och familjen mätare. Inga underarter finns listade i Catalogue of Life.